# Antonio de Padua Tramullas Perales
Antonio de Padua Tramullas Perales (Barcelona, 17 de junio de 1879 - Sitges, Barcelona, 27 de septiembre de 1961) fue un pionero de la cinematografía, además de empresario de cine.

## Biografía

### Inicios cinematográficos
En 1896, a los diecisiete años de edad, trabajaba en la empresa de electricidad Casa Chalaux sita en el Portal del Ángel número 16, de Barcelona, ayudando en la instalación en una sala del Cinematographe Lumière, el estudio fotográfico «Napoleón», situada en la parte de la Rambla de Santa Mónica (Barcelona) cercana al puerto. Las primeras sesiones se realizaron con un aparato perteneciente a Jean Claude Villemagne que poseía en exclusividad la concesión de los Lumière para Cataluña y Valencia. Puesto que así figuraba subtitulado en su obituario, «Manejó el primer Lumière que hubo en Barcelona», parece claro que Tramullas fue el primer operador encargado de las proyecciones en la conocida como "Sala Napoleón" de Barcelona.
Sus funciones no se habrían limitado a las proyecciones sino que existen fundados indicios de que fuese también operador de tomavistas e, incluso, registrase algunas películas sin autoría evidente. Son varios historiadores del cine catalán (Joan Francesc de Lasa, Miquel Porter i Moix o Palmira González López) los que apuntan en tal sentido, remarcando, incluso el papel decisivo jugado por esta sala de proyección en la gestación del incipiente cine en España.

### Traslado a Zaragoza
En 1899, Tramullas se instala en Zaragoza y empieza a trabajar (como electricista) en Eléctricas Reunidas que se encontraba en la misma calle la barraca de Farrusini, donde instala en 1905 el estudio fotográfico y cinematográfico Ignacio Coyne, cine que llevará como distintivo el apellido del fotógrafo de la plaza de la Constitución.
Coyne emplea en su local de espectáculos a Tramullas como operador de cabina, y esta historia debe continuar así durante años, hasta llegar a 1913, que fallece Coyne.
Tramullas fundó su propia productora, Sallumart Films (Tramullas al revés), y prosigue con la tarea de filmar los principales acontecimientos ciudadanos.

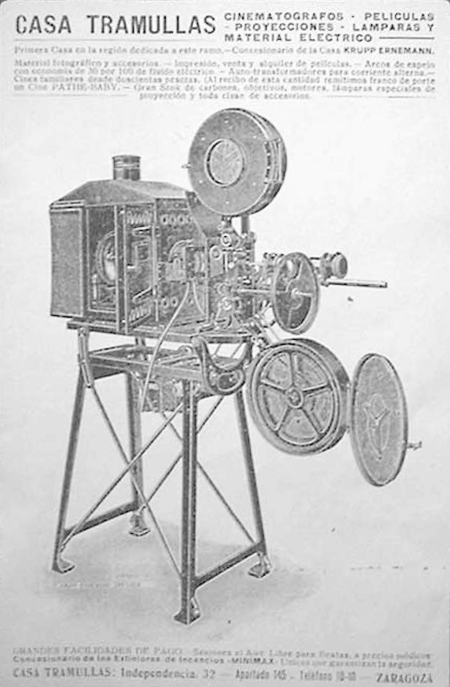
Recorte anuncio de la actividad de Tramullas

Durante su trabajo en Cine Coyne, Tramullas viaja por los pueblos y ciudades españolas dando a conocer el Cine Parlante.
En 1909 acompaña a su jefe al escenario de la guerra de Marruecos, y allí ruedan diversos noticiarios, que se distribuyen por Europa.
Como productora Sallumart Films, rueda Tramullas un pequeño boceto fantástico, «El diablo está en Zaragoza» en 1921, que se destina (como Prólogo Cinematográfico), a la representación de una obra teatral, de ambiente local, original de Alberto Casañal Shakery y Juan José Lorente que se estrena en el Teatro Parisiana (luego Argensola), el 27 de diciembre de 1921, víspera de los Santos Inocentes.
El film, muy conciso, tiene una duración de unos diez minutos. La toma de vistas se hizo en el viejo «Petit Park» y en un decorado construido para tal efecto, que simulaba la campana de una chimenea de salón.
Una de las más importantes, por su trascendencia y significación, es la serie de Los Grandes Riegos de Aragón, producción de 1915.
En el catálogo de los films existentes, se han podido verificar los siguientes:

## Filmografía
De entre sus trabajos relacionar los vinculados con el mundo rural:
- El primer tractor en Zaragoza, para la Granja Agrícola.
- Plaga de langosta, en los Monegros.
- Primera Feria de maquinaria agrícola, en Zaragoza.
- Creación de la Confederación Hidrográfica del Ebro.
- Repoblación forestal, en la zona de Daroca.
- Tractores y malacate.
- Azucarera de Alagón.
- Azucarera de Monzón.
- Influencia de las obras hidráulicas en el aumento de la riqueza agrícola nacional.